# 赫拉米河

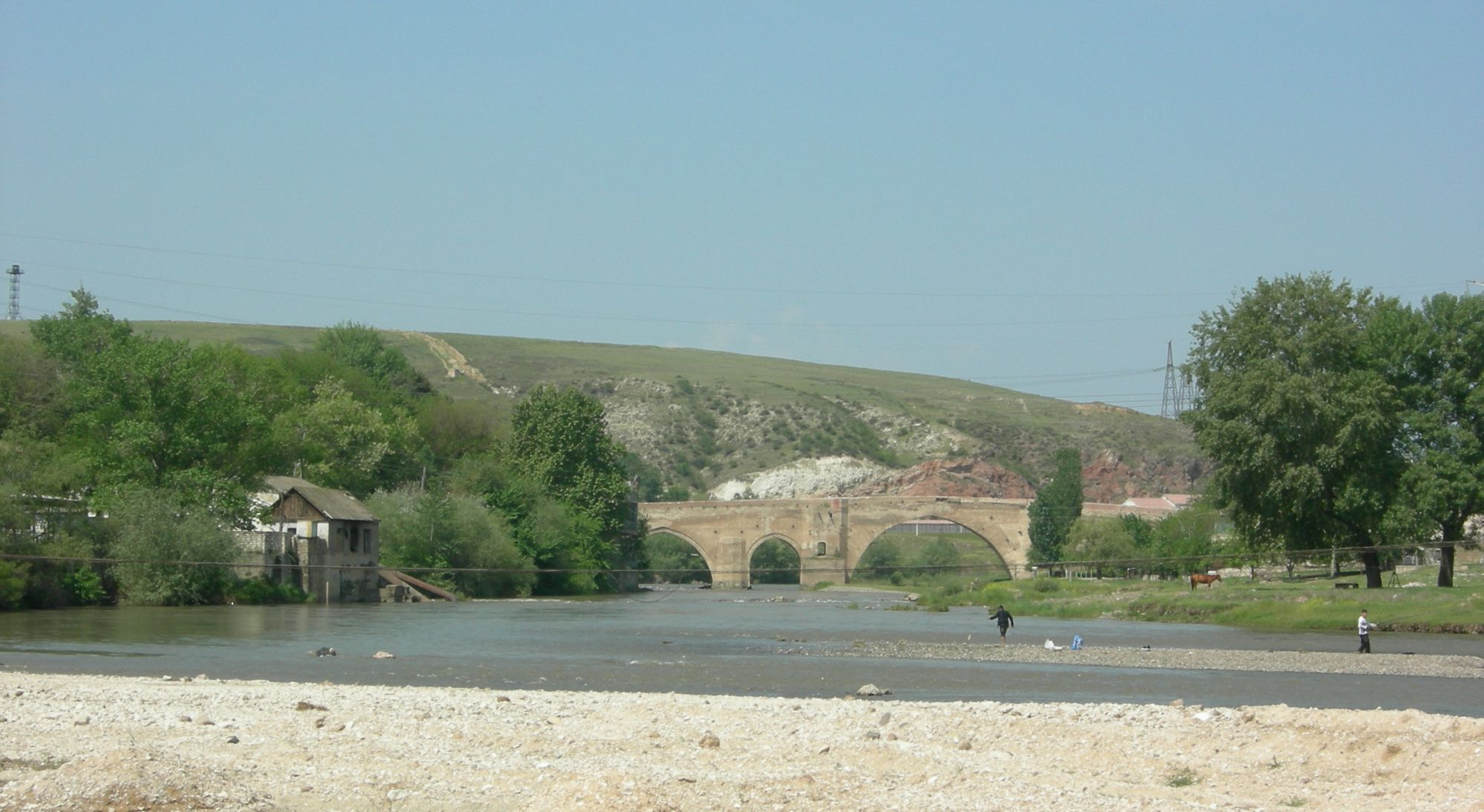

赫拉米河是格魯吉亞東部和阿塞拜疆西部的河流，屬於庫拉河的右支流，河道全長201公里，流域面積8,340平方公里，該河建有三座水力發電站。